# John Kemboi Kibowen
John Kemboi Kibowen (auch John Kipkemboi Kibowen; * 21. April 1969 in Changach, Distrikt Keiyo) ist ein ehemaliger kenianischer Langstreckenläufer, der seine größten Erfolge im Crosslauf und im 5000-Meter-Lauf hatte.

## Leben
Er begann seine Karriere als Mittelstreckenläufer. Bei den Weltmeisterschaften 1997 in Athen schied er über 1500 Meter im Vorlauf aus.
1998 wurde mit der kenianischen Mannschaft Weltmeister in der Marathonstaffel bei den IAAF World Road Relay Championships. Zuvor in diesem Jahr hatte er auf der Kurzstrecke der Crosslauf-Weltmeisterschaften Gold gewonnen. Nachdem er in der Saison 1999 wegen einer Verletzung pausieren musste, holte er sich diesen Titel erneut 2000, und 2003 errang er mit Silber auf der Kurzstrecke das dritte Edelmetall in diesem Wettbewerb.
Über 5000 Meter gewann er bei den Weltmeisterschaften 2001 in Edmonton Bronze. Ebenfalls weit vorne über diese Distanz landete er als Vierter den Weltmeisterschaften 2003 in Paris/Saint-Denis und als Sechster der Olympischen Spiele 2004 in Athen und den Weltmeisterschaften 2005 in Helsinki.
Seit 2003 startet er bei Straßenläufen. von 2003 bis 2005 siegte er dreimal in Folge beim Parelloop über 10 km. 2008 wechselte er auf die Marathondistanz: Beim Paris-Marathon kam er auf Platz 14 in 2:11:04 h, beim Amsterdam-Marathon wurde er Achter in 2:11:28 h.
Kibowen begann seine Karriere in den kenianischen Streitkräften, wo er zum Flugzeugmechaniker ausgebildet wurde. Er ist seit 1993 verheiratet, Vater von vier Kindern und betreibt eine Milch- und eine Maisfarm sowie zwei Tankstellen.

## Persönliche Bestzeiten
- 1500 m: 3:30,18 min, 12. August 1998, Zürich
- 1 Meile: 3:47,88 min, 4. Juli 1997, Oslo
- 3000 m: 7:29,09 min, 9. Juli 1998, Oslo
- 5000 m: 12:54,07 min, 31. August 2003, Paris/Saint-Denis
- 10 km: 27:40 min, 6. April 2003, Brunssum
- Halbmarathon: 1:02:16 h, 23. September 2007, Porto
- Marathon: 2:11:04 h, 6. April 2008, Paris